# Famille Crescenzi
Pour les articles homonymes, voir Crescenzi.
 (novembre 2023).
Si vous disposez d'ouvrages ou d'articles de référence ou si vous connaissez des sites web de qualité traitant du thème abordé ici, merci de compléter l'article en donnant les références utiles à sa vérifiabilité et en les liant à la section « Notes et références ».
La  famille Crescenzi,  en latin Crescentii,  est une famille romaine qui eut un rôle important à Rome et dans l'histoire de la papauté du milieu du Xe siècle au milieu du XIe siècle.

## Histoire
Les Crescenzi descendraient de Crescentius (fils de Théodora II), dit Crescentius I (peut-être mort en 984), qui mena une révolte en 974 contre le pape Benoît VI qu'il fit emprisonner et qui fut assassiné. Crescentius lui désigna comme successeur, l’antipape Boniface VII, qui fut immédiatement expulsé par le nouveau pape « impérial », Benoît VII, sous le pontificat duquel (974-983) les Crescenzi perdirent leur pouvoir à Rome.
Après la mort de l'empereur Otton II en 1002, les Crescenzi reprirent le pouvoir à Rome et Giovanni I (Jean Ier), fils de Crescentius I, prit le titre de patrice de Rome. Il semble avoir contrôlé l'élection du nouveau pape, Jean XV, en 985.
En 996, Crescentius II dit le Jeune, frère de Giovanni, mena un soulèvement contre le pape Grégoire V, mais l'empereur Otton III, cousin du page, le réintégra en 998. Après avoir été assiégé dans le château Saint-Ange, Crescentius II fut capturé et exécuté le 29 avril 998.
Giovanni II (Jean II), fils de Crescentius II le Jeune, fut le dernier de la famille à exercer le pouvoir politique à Rome. Il devint patrice de Rome et gouverna désormais la ville. Il mourut en 1012. et avec lui les Crescenzi disparurent de l'histoire de Rome.

## Crescentius I dit l'Ancien
Crescentius l'Ancien appartenait par sa mère Théodora II à la puissante famille Théophylactes, qui contrôlait Rome et les nominations au trône pontifical. Il s'ingéra dans les affaires romaines pour la première fois en 974. À la mort du Pape Jean XIII (965–972), qui était un frère de Crescentius, l'empereur Otton Ier (936–973) lui donna comme successeur le cardinal-diacre Benoît, qui prit le nom de Benoît VI (972–974). Les Romains supportant mal l'ingérence de l'empereur dans les élections pontificales, alors que Otton II (973-983) était retenu dans son pays par des guerres, ils se révoltèrent contre le régime impérial sous la conduite de Crescentius. Le pape Benoît VI fut détrôné, enfermé au château Saint-Ange où il fut étranglé en juillet 974 et le diacre Francon, un Romain, fils de Ferrucius, fut choisi pour lui succéder sous le nom de Boniface VII (974).
Mais rapidement, le parti impérial reprit le pouvoir et Benoît VII (974–983), petit-cousin de Crescentius, fut choisi pour remplacer Boniface VII qui dut s'enfuir. Crescentius disparut mais pour peu de temps. Selon toute probabilité il prit une part active à la restauration de Boniface VII en 984. 
Après la mort de l'Empereur Otton II en décembre 983, le parti anti-impérial crut venu le temps de reprendre le pouvoir à Rome. En avril 984, Boniface VII revint de Constantinople et reprit possession de Rome. Le pape Jean XIV (983–984), qui avait été nommé par l'empereur Otton II, fut emprisonné au château Saint-Ange, où il mourut après quatre mois environ de captivité. Boniface VII gouverna de nouveau jusqu'à sa mort le 20 juillet 985.  
Crescentius I prit, vers la fin de sa vie, l'habit monacal au monastère Saint-Alexis sur l'Aventin, où il mourut le 7 juillet 984 et fut enterré. L'épitaphe sur son tombeau est toujours visible.

## Crescentius II dit le Jeune
Fils de Crescentius l'Ancien. Après la mort de Boniface VII en 985, il prit les rênes du pouvoir à Rome. Il prit le titre de patrice des Romains, manifestant ainsi qu'il était le chef à Rome, même s'il n'était pas entièrement indépendant de l'autorité impériale. Il est probable que l'élection du pape Jean XV (985-996), qui succéda à Boniface VII, se fit sous son influence. Pendant un certain nombre d'années, Crescentius II exerça son autorité apparemment sans opposition, mais quand l'impératrice du Saint-Empire Théophano Skleraina vint à Rome en 989, il dut lui laisser le pouvoir.

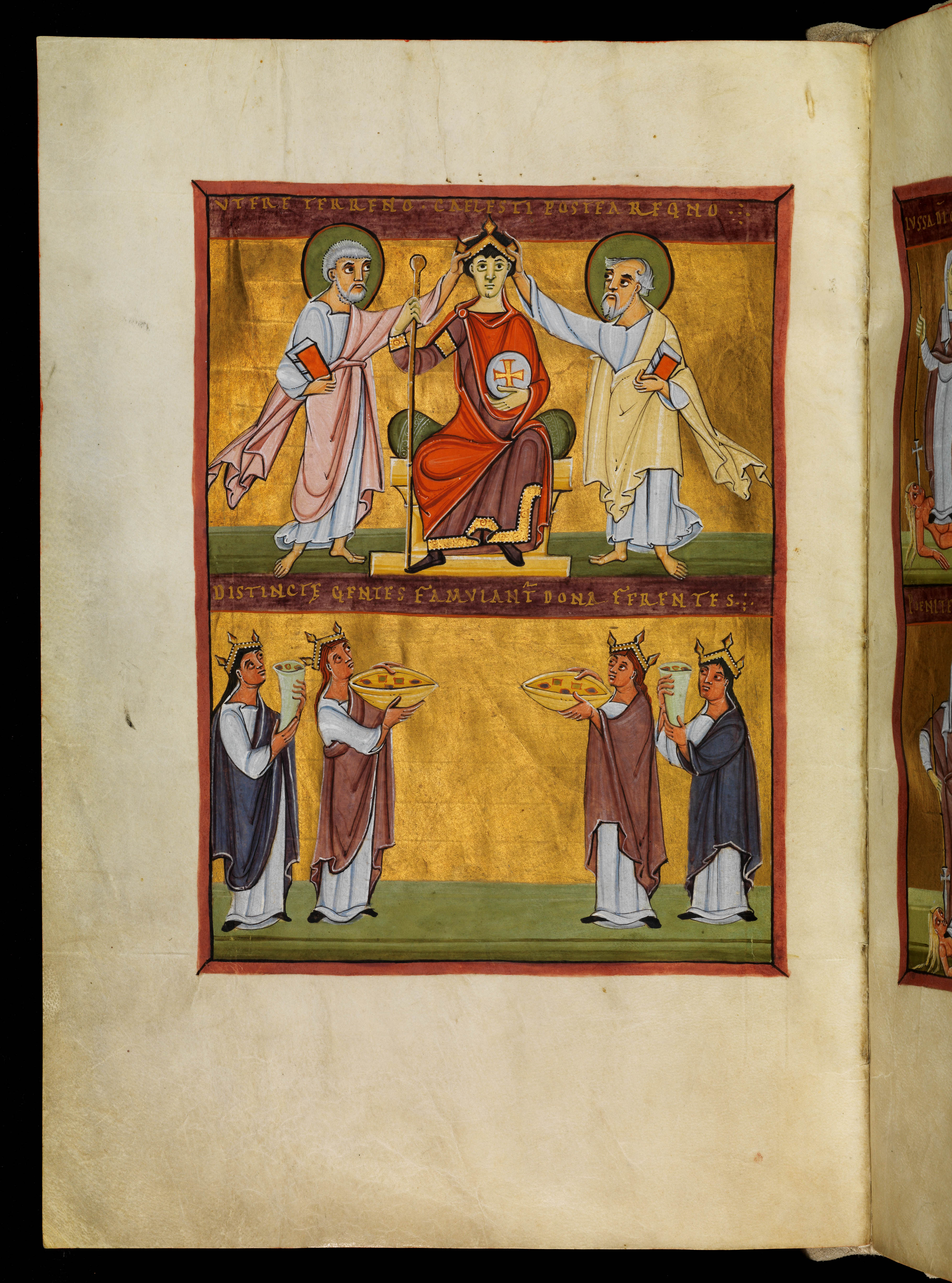
Couronnement d'Otton III (manuscrit du XIe siècle).

Le 21 mai 989, Otton III fut couronné à Rome par le nouveau pape dans la basilique Saint-Pierre. Le 25 du même mois le pape et l'empereur tinrent à Saint-Pierre un synode, qui était en même temps une cour de justice suprême. Les Romains qui avaient comploté pendant les dernières années du pontificat du pape Jean XV, furent convoqués pour rendre compte de leurs actions. Un certain nombre, dont Crescentius, furent condamnés au bannissement. Le pape Grégoire V, intercéda pour Crescentius et l'empereur retira sa sentence d'exil. 
Privé de son titre de patrice, Crescentius fut autorisé à vivre à Rome dans la retraite, mais quelques mois à peine après le retour de l'empereur en Allemagne il mena une révolte à Rome contre le pape et les nombreux dignitaires étrangers installés dans les États pontificaux. En septembre 996, le pape fut obligé de s'enfuir et tint en février 996 un synode à Pavie, au cours duquel il prononça l'excommunication de Crescentius, usurpateur et envahisseur de l'Église de Rome. En réaction, Crescentius, nomma un antipape, Giovanni Philàgathos, évêque de Plaisance. En février 998, Otton III revint à Rome avec le pape Grégoire V et reprit possession de la ville. L'antipape chercha à s'enfuir mais fut capturé; on lui coupa le nez et les oreilles, on lui creva les yeux et on lui trancha la langue, et c'est dans cet état pitoyable qu'on le contraignit à chevaucher à l'envers un âne. Sur l'intervention de saint Nil de Rossano, un de ses compatriotes, on lui laissa la vie, et il vécut jusqu'en 1013 (ou 1001, selon les sources). Crescentius s'enferma au château Saint-Ange qui fut pris fin avril. Crescentius fut fait prisonnier et exécuté, son cadavre fut pendu à un gibet érigé sur le Monte Mario. Après quoi ses restes furent enterrés dans l'église Saint-Pancrace sur le Janicule.

## Giovanni II
Fils de Crescentius II le Jeune. Au début de 1001, il mena une révolte contre Otton III, qui résidait en permanence à Rome et contre le pape Sylvestre II (999-1003), premier pape de nationalité française. L'empereur et le pape durent s'enfuir. Après la mort de l'empereur en janvier 1002, Giovanni prit le titre de patrice des Romains. Le pape Sylvestre II fut autorisé à retourner à Rome, mais ne se mêla que peu du gouvernement temporel. Il en fut ainsi pour ses trois successeurs immédiats : Jean XVII (1003), Jean XVIII (1003–1009), et Serge IV (1009–1012), qui durent tous leur nomination à l'influence de Giovanni. Giovami II mourut au printemps de l'année 1012.

## Pour approfondir